# Ballus armadillo
Ballus armadillo är en spindelart som först beskrevs av Simon 1871.  Ballus armadillo ingår i släktet Ballus och familjen hoppspindlar. Inga underarter finns listade.